# Martin-Baker Aircraft
La Martin-Baker Aircraft Co. Ltd. è un'azienda aeronautica britannica con sede a Higher Denham, Buckinghamshire, Inghilterra, attualmente produttrice di seggiolini eiettabili dei quali è stata pioniera nella progettazione e realizzazione.

## Storia
L'azienda venne fondata nel 1934 dal capitano James Martin (11 settembre 1893 – 5 gennaio 1981) e dal capitano Valentine Baker (24 agosto 1888 – 12 settembre 1942). Inizialmente si occupava di progettazione e costruzione di velivoli ed il cap. Baker, che era un pilota istruttore, svolgeva nell'azienda i compiti di collaudatore.

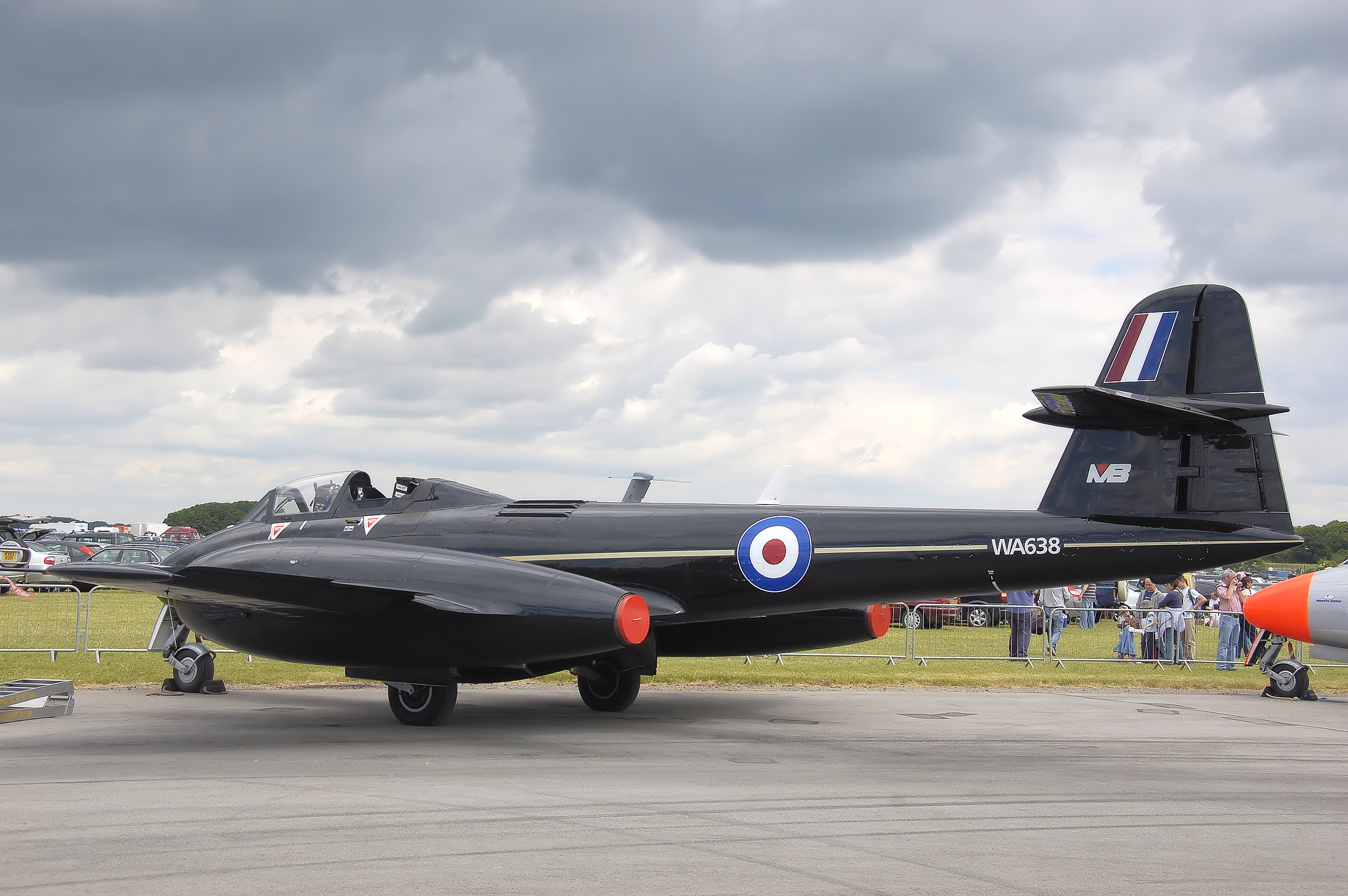
Il Gloster Meteor WA638, di proprietà della Martin Baker e usato per le prove dei seggiolini eiettabili

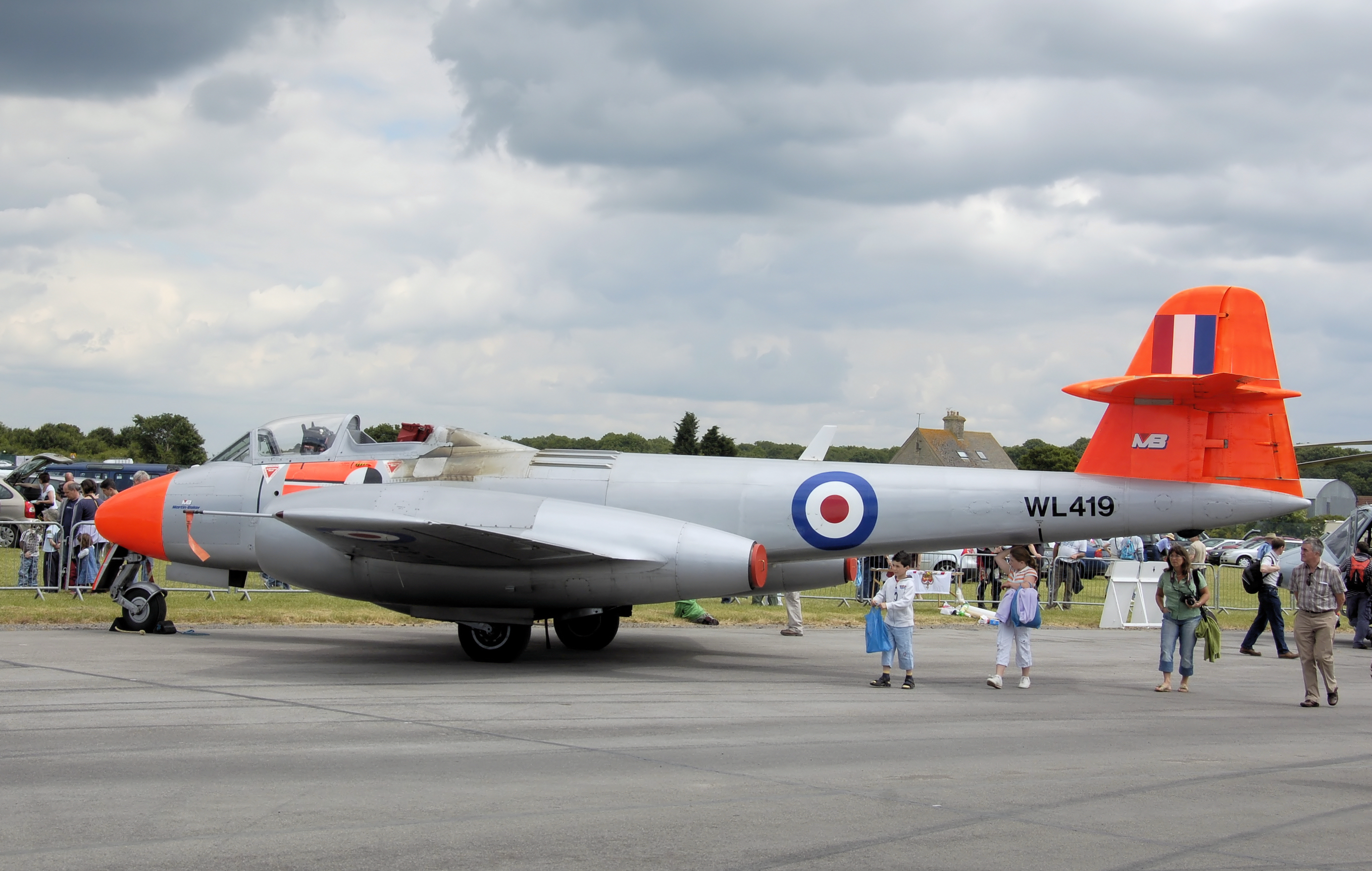
Il Meteor WL419, anch'esso usato per i test

## Periodo bellico
La Martin-Baker progettò e costruì diversi prototipi di aerei militari prima e durante lo svolgimento della seconda guerra mondiale, nessuno dei quali avviato però alla produzione in serie, tra i quali:
- Martin-Baker M.B.1 (1935) - un velivolo leggero biposto
- Martin-Baker M.B.2 (1938) - un aereo da caccia dotato di motorizzazione Napier Dagger
- Martin-Baker M.B.3 (1942) - un caccia dotato di armamento offensivo a sei cannoni. Baker restò ucciso in un incidente durante il collaudo del prototipo
- Martin-Baker M.B.4 (1943) - un caccia dotato di motorizzazione Rolls-Royce Griffon cancellato in fase di progettazione
- Martin-Baker M.B.5 (1944) - un caccia dotato di motorizzazione Rolls-Royce Griffon abbinato ad una coppia di eliche controrotanti
- Martin-Baker M.B.6 (1945) - un progetto di caccia dotato di propulsione a getto e sistema di eiezione a molla del seggiolino di pilotaggio.
- Martin-Baker M.B.7 (1946) - Black Bess - un intercettore/dimostratore tecnologico ad alte prestazioni postbellico. Dopo aver realizzato modelli in scala il progetto venne cancellato nel 1947.

Durante lo svolgimento del conflitto l'azienda partecipò allo sforzo bellico con la produzione di singole parti di velivoli da assemblare incluso i sedili corazzati destinati ad equipaggiare gli Supermarine Spitfire. Nel 1944 vennero contattati dal Ministero della produzione aeronautica per lo studio di un sistema di eiezione automatica da utilizzare nei caccia ad alta velocità per consentire ai piloti di gettarsi dal velivolo con maggiore sicurezza in caso di abbattimento od avaria.

## Seggiolini eiettabili
La Martin-Baker iniziò gli studi sulla realizzazione di un seggiolino eiettabile nel 1934, ben prima degli stessi effettuati nella Germania nazista, iniziati nel 1938, e della Svezia, concludendo che il metodo più efficace per ottenere i risultati previsti era quello di utilizzare una piccola carica esplosiva. Grazie ad un volontario, Bernard Lynch, che lavorava in azienda come operatore di macchine utensili, vennero sperimentati i limiti di sopportazione del corpo umano delle accelerazioni verticali. Il primo seggiolino eiettabile (modello Mk.1) fu collaudato con successo il 24 luglio 1946 quando Lynch venne proiettato fuori da un Gloster Meteor che viaggiava alla velocità di 510 km/h (320 mph) IAS ed a 2 400 m (8 000 ft) di quota nel cielo sopra Chalgrove Airfield, in Oxfordshire.
Il primo uso operativo di un seggiolino Martin-Baker si ebbe nel maggio 1949 quando il pilota del prototipo di ala volante Armstrong Whitworth A.W.52 fu costretto ad eiettarsi a causa di un malfunzionamento del velivolo.
La Martin-Baker è stata una delle aziende maggiormente impegnate nella ricerca e sviluppo dei propri prodotti in modo da espandere i limiti d'impiego dei sedili eiettabili per poterli impiegare anche a basse altitudini e a velocità ridotte, fino a raggiungere la capacità "zero-zero" ovvero la piena funzionalità del sedile anche se il velivolo è fermo al suolo.
Martin-Baker ha realizzato circa 69.000 sedili eiettabili, di cui 19.000 ancora in servizio e 7,195 di questi (il 10% del totale) sono stati finora impiegati dagli equipaggi per abbandonare i loro velivoli. Un altro prodotto dell'azienda è un sedile per elicotteri dotato di un sistema di assorbimento degli urti tale da aumentare le possibilità di sopravvivenza degli occupanti. La produzione iniziata con il modello Mk.1, è proseguita con i modelli dal Mk.2 al Mk.11 per aerei di tipo convenzionale, poi con il Mk.12H specifico per gli Harrier, poi con il Mk.14, progettato secondo le specifiche NACES per gli F-14 statunitensi e poi utilizzato anche per l'F-18 nelle sue varie versioni. Nella gamma figurano anche il Mk.15, per velivoli con limitazioni in peso e percorso di uscita, e il nuovo Mk.16; questo esiste in due versioni:
- ad alta velocità, con predisposizioni per casco con sistemi incorporati, difesa chimica e un sequenziatore di nuova generazione[3], utilizzato su F-16, Eurofighter Typhoon, Rafale e T-38 Talon.
- a bassa velocità, per aviogetti di addestramento basico con velocità di espulsioni fino a 370 nodi[4].

Un episodio del 1998 della serie televisiva JAG - Avvocati in divisa fu intitolato "The Martin Baker Fan Club" in riferimento al fatto che uno dei personaggi era sopravvissuto eiettandosi da un jet militare.
La società stessa sponsorizza l'"Ejection Tie Club" producendo una specifica cravatta e una spilla da giacca per coloro che si sono salvati grazie all'uso di un seggiolino Martin-Baker.

## Astronautica
L'azienda ha diversificato la sua produzione abbracciando il settore astronautico studiando sistemi di rientro nell'atmosfera come scudi termici e la tecnologia per azionare tramite sistemi esplosivi i paracadute per l'ultima fase di rientro. L'azienda ha progettato e realizzato il sistema dei paracadute utilizzati dalla sonda Huygens rilasciata durante la missione spaziale Cassini-Huygens verso Titano, il maggiore satellite del sistema di Saturno, e raggiungendone la superficie il 14 gennaio 2005. L'operazione, perfettamente riuscita, lo rende il primo atterraggio su un sistema planetario realizzato in Europa occidentale. Nel 1998 l'esperienza accumulata con la Huygens ha portato l'azienda a diventare un membro del consorzio che ha sviluppato il Beagle 2, un modulo destinato allo studio della superficie di Marte. Tuttavia, nel giugno 2001 la società si ritirò dal progetto a causa di "inconciliabili differenze commerciali" con il progetto industriale del primo contraente, che successivamente ebbe gravi problemi nello sviluppo e dimensionamento del sistema di discesa incontrando inoltre difficoltà economiche e rispetto dei tempi previsti nella realizzazione. L'atterraggio del Beagle 2 sulla superficie di Marte avvenne il 25 dicembre 2003 ma il team scientifico non riuscì a stabilire alcun contatto con la sonda.

## Operatività
L'azienda è proprietaria di un aeroporto, Chalgrove Airfield nell'Oxfordshire, che utilizza per sperimentare gli sviluppi dei propri seggiolini eiettabili. Un secondo aeroporto, l'ex RAF Langford Lodge situato vicino a Crumlin nella contea irlandese dell'Irlanda del Nord, viene anch'esso utilizzato per i test ed è sede di una rotaia lunga 6200 ft (circa 2000 m) per slitte a razzo ad alta velocità.
Due esemplari di Gloster Meteor, matricola WL419 e WA638, rimangono in servizio e sono utilizzati dall'azienda come laboratori volanti mentre un terzo, il WA634, usato per testare i primi sviluppi dei seggiolini eiettabili è esposto presso il RAF Museum Cosford.